# Ofensiva de Lublin-Brest
La ofensiva de Lublin-Brest (En ruso: Люблин-Брестская наступательная операция) fue una ofensiva estratégica del Ejército Rojo soviético que formó parte de la Operación Bagration en un intento de expulsar a las fuerzas alemanas del centro y este de Polonia. El ataque fue ejecutado por el flanco sur (izquierda) del Primer Frente Bielorruso en julio de 1944. Frente a las fuerzas soviéticas se oponían el Grupo de Ejércitos Sur en Ucrania y el Grupo de Ejércitos Centro.
La operación fue secundada por varias ofensivas más entre las que destacaba la ofensiva Leópolis-Sandomierz lanzada por el Primer Frente Ucraniano en el sur. Estas ofensivas fueron ejecutadas semanas después del inicio de la exitosa operación Bragation al norte que despejó de fuerzas alemanas la mayor parte de Bielorrusia.
Después de alcanzar sus objetivos la ofensiva continuó hacia Varsovia en agosto (del 2 de agosto al 30 de septiembre de 1944), sin embargo las tropas soviéticas no intervinieron en el fallido alzamiento de Varsovia, lo que sigue siendo motivo de constroversias.

## Fuerzas enfrentadas
El 15 de junio, el Grupo de ejércitos sur de Ucrania bajo el mando de Fernando Schorner se componía de las fuerzas alemanas y rumanas, contando cada uno con dos ejércitos: el Tercer Ejército rumano, el Cuarto Ejército Rumano, el 6.º Ejército alemán (recién reformado después de la destrucción del anterior Ejército en la Batalla de Stalingrado) y el 8.º Ejército. El Grupo de Ejércitos Centro presentaba a los Ejército 2.º, 4.º, 9.º y al III Ejército Panzer.
Los soviéticos, al mando de Konstantin Rokossovsky, contaban con el I Frente Bielorruso.

## Desarrollo de las operaciones

### La ofensiva
La primera aproximación del ejército soviético a la región de Lublin-Brest ocurrió los días 9 y 10 de julio de 1944 cuando unas pequeñas escaramuzas buscaron desviar la atención alemana de los preparativos que los soviéticos estaban haciendo para desencadenar la ofensiva Leópolis-Sandomierz. El éxito de la ofensiva en sus primeros días aceleró los planes de Konstantin Rokossovsky de lanzar una gran ofensiva por el oeste, en la zona de Lublin-Brest.
El 18 de julio, cinco ejércitos del Primer Frente Bielorruso, incluido un ejército polaco, el Primer Ejército Polaco, fueron desplegados a la izquierda del ala sur de la parte delantera de las Marismas de Pinsk, golpeando y rompiendo las defensas del Grupo de Ejércitos Sur, que le correspondían al 4.º Ejército Panzer,  al oeste de Kovel. En cuestión de horas, dos ejércitos acorazados y varios cuerpos móviles se internaron con rapidez en territorio bajo control alemán, mientras la infantería seguía su estela.

Ofensivas soviéticas entre agosto de 1943 y diciembre de 1944, la ofensiva de Lublin–Brest corresponde a la zona de color

El 47.º Ejército del teniente general Nikolai Gusev y el 8.º Ejército del coronel Vasili Chuikov rompieron las defensas alemanas y para el 21 de julio ya habían llegado a las orillas orientales del río Bug. Al día siguiente el 2.º Ejército de Tanques del teniente general Semyon Bogdanov comenzó a avanzar hacia Lublin y el río Vístula, mientras que el 11.º Ejército de Tanques y el 2.º Cuerpo de Caballería comenzaron a presionar al noroeste, hacia Siedlce, con el objetivo de impedir la retirada de las fuerzas del Grupo de Ejércitos Centro alemán con combates cerca de Brest y Bialystok. El campo de concentración nazi de Majdanek, cercano a Lublin, fue liberado por las tropas de la Unión Soviética el 22 de julio. Durante la liberación de Lublin, el 23 de julio, el general Bogdanov fue herido y el control del 2.º Ejército de Tanques recayó sobre el general A. I. Radzievsky. A pesar del cambio de mando, el rápido avance soviético continuó y el 25 de julio el 8.º Ejército y el 2.º Ejército de Tanques llegaron a la orilla oriental del Vístula. Un día antes, el 24, las fuerzas de Konstantin Rokossovsky ya habían tomado Lublin y avanzaban hacia el oeste del Vístula, al sur de Varsovia, la capital de Polonia. La Stavka (el Alto Mando Soviétivo) ordenó a Radzievsky avanzar al norte de Varsovia, como parte de la maniobra diseñada para evitar el retroceso del Grupo de Ejércitos Centro.
El 28 de julio Brest fue tomada. El 2 de agosto, fuerzas del Primer Frente Bielorruso establecieron cabezas de puente sobre el Vístula en Magnuszew (el 47.º Ejército al mando de Chikov) y Puławy (el 69.º Ejército del teniente general Kolpakchi). Los alemanes lanzaron varios contraataques contra esas cabezas de puente, consideradas vitales. La responsabilidad de esta contraofensiva corrió a cargo del XLVI Cuerpo Panzer. La 19.º División Panzer y la División Panzer Hermann Göring atacaron en varias ocasiones a principios de agosto pero las líneas soviéticas se mantuvieron firmes, logrando mantener sus posiciones al otro lado del río, posiciones que resultarían cruciales en la futura ofensiva del Vístula-Oder, que avanzaría por el centro y oeste de Polonia y dejaría Berlín, la capital alemana, al alcance del Ejército Rojo.

### Avance a Varsovia
Durante la ofensiva del Primer Frente Bielorruso, que cada vez se acercaba más al Vístula y a Varsovia, el Ejército Nacional Polaco organizó una insurrección en la capital polaca. El avance soviético fue uno de los principales factores que aceleraron la sublevación, ya que los polacos contaban con que los soviéticos les apoyarían y ellos podrían asegurar la ciudad, independientes del avance soviético.
Sólo unos días antes de la sublevación iniciada en Varsovia (1 de agosto), la Stavka ordenó a Rokossovsky enviar su 2.º Ejército de Tanques en dirección a los suburbios del este de Varsovia. El 28 de julio el ejército de Radzievsky, junto a tres cuerpos de ejército se enfrentó con la 73.ª División de Infantería y la División Panzer Hermann Goering a 40 kilómetros al sureste de Varsovia. Radzievsky quería asegurar las rutas a Varsovia desde el este, mientras que los alemanes se atrincheraron en torno a la ciudad. El 2.º Ejército de Tanques debía ser protegido en su flanco derecho por un cuerpo de caballería y el 47.º Ejército, sin embargo, cuando llegó al este de Varsovia el 29 de julio, el 47.º Ejército debido a su menor velocidad de avance se encontraba muy retrasado, mientras que el cuerpo de caballería se estaba enfrentando a fuerzas alemanas en Siedlce, a 50 kilómetros al este. Los alemanes contraatacaron, en lo que se conocería como batalla de Radzymin con dos cuerpos panzer (XXXIX y IV). El 29 de julio, Radzievsky ordenó al 8.º Cuerpo de la Guardia (al mando del teniente general Popov) y al Tercer Cuerpo de Tanques (bajo el mando de Vedeneev) avanzar hacia el noroeste de Varsovia con el objetivo de atacar el flanco izquierdo de los defensores alamanes. Mientras, el 16.º Cuerpo de Tanques combatía en el suroeste de Varsovia. El 8.º Cuerpo de Tanques fue capaz de llegar a 20 kilómetros al este de la capital polaca, al contrario que el Tercer Cuerpo de Tanques que fue detenido por una serie de contraataques de unidades blindadas alemanas bajo el mando de Walter Model.
El 30 de julio, la 19.ª División Panzer y la División Hermann Goering atacaron cerca de Radzymin, al norte de Wołomin, a 15 kilómetros al noreste de Varsovia. El 2 y 3 de agosto la 4.ª División Panzer y el 5.ª División SS Wiking de granaderos panzer se unieron a la contraofensiva alemana. Como resultado el Tercer Cuerpo de Tanques sufrió muchas bajas, al igual que el 8.º Cuerpo. Desde el 30 de julio al 5 de agosto los alemanes lograron no sólo detener el avance de la Unión Soviética, sino hacerla retroceder, causando grandes pérdidas en la vanguardia soviética. Para el 5 de agosto con la entrada del 47.º Ejército soviético, el 2.º Ejército de Tanques tuvo que ser retirado. Tres cuerpos de fusileros del 47.º Ejército tuvieron entonces que contener a los alemanes en un frente de 80 kilómetros que se extendía entre el sur de Varsovia y el norte de Siedlce. Sin más apoyos, el 47.º Ejército no tenía capacidad para lanzar ninguna ofensiva pues las fuerzas alemanas con el Grupo de Ejércitos Centro a la cabeza, aunque dañadas, aún tenían buena capacidad operativa.
Hasta el 20 de agosto el 47.º Ejército fue la única unidad del Ejército Rojo importante en las cercanías de Varsovia. Los soviéticos no hicieron ningún intento por ayudar al levantamiento que se estaba desarrollando en Varsovia, concentrándose en consolidar sus posiciones al este del Vístula. En ese momento  la mayor parte del centro del Primer Frente Bielorruso y el ala derecha estaban luchando por superar las defensas alemanas al norte de Siedlcy en los accesos al río Narew, razones por las que, según los relatos soviéticos, estos fueron incapaces de apoyar la rebelión en Varsovia. Según las versiones contemporánea y polaca, Stalin retuvo a su ejército deliberadamente esperando a que las tropas alemanas sofocaran la rebelión polaca y así quedara destruido el Ejército Nacional polaco —que contaba con el apoyo del gobierno polaco en el exilio—, beneficiando así al prosoviético Comité Polaco de Liberación Nacional.
El 20 de agosto el 1.º Ejército polaco del general Zygmunt Berling se unió al 47.º Ejército soviético. Las fuerzas del Ejército Rojo al norte de Varsovia finalmente avanzaron sobre el río Bug el 3 de septiembre, llegando al río Narew al día siguiente y estableciendo cabezas de puente para asegurar el paso del río el día 6. Dos divisiones polacas del 1.º Ejército intentaron cruzar el río Vístula en Varsovia el 13 de septiembre, pero sus progresos fueron escasos y sus numerosas bajas le obligaron a retroceder al otro lado del río diez días después. Los soviéticos tomaron Varsovia a principios de 1945 sin necesidad de una gran batalla. El historiador militar estadounidense David M. Glantz señala que si bien los soviéticos podrían haber tomado Varsovia con la ayuda de los insurgentes, desde un punto de vista puramente militar, ello habría significado el desvío de los esfuerzos en el intento de garantizar cabezas de puente al sur y al norte de Varsovia, participando los soviéticos en costosos enfrentamientos dentro de la ciudad y consiguiendo posiciones menos óptimas para futuras ofensivas. Esta visión supone desvincular de razones políticas la decisión de no apoyar la rebelión pues también existirían consideraciones militares.

### Batalla sobre el río Narew
La cabeza de puente en Serock en la confluencia de los ríos Bug y Narew fue establecida por el 65.º Ejército soviético al final de la ofensiva. Frente al 65.º Ejército se desplegó al XX Cuerpo de Ejército alemán para detener el avance soviético.
El 3 de octubre elementos de la 3.ª y la 25.ª Divisiones "Panzer", apoyados por la 252.ª División de Infantería atacaron la cabeza de puente en un intento de eliminar las posiciones soviéticas. En el sur las unidades alemanas llegaron a las orillas del río Narew el 5 de octubre. Los alemanes planearon lanzar una ofensiva por el norte el 8 de octubre con la 19.ª División Panzer y la división Wiking pero un contraataque soviético lanzado el 14 de octubre permitió a los soviéticos recuperar el terreno perdido.